# エドゥアルト・ブフナー
エドゥアルト・ブフナー（Eduard Buchner, 1860年5月20日 - 1917年8月13日）は、ドイツの化学者、発酵学者。発酵の化学・生物学的諸研究により、1907年にノーベル化学賞を受賞した。

## 生涯
医者と法医学の臨時講師の息子としてミュンヘンで生まれた。兄ハンス・ブフナー（1850年 - 1902年）は後に細菌学者となった。1884年にミュンヘンの植物学研究所でアドルフ・フォン・バイヤーの元で化学を、カール・ネーゲリの元で植物学の研究を始めた。エアランゲンでのオットー・フィッシャーと共同研究の後、1888年にミュンヘン大学から博士号を授与された。
1896年からチュービンゲン大学助教授、1898年からベルリン農業大学（現ベルリン大学）教授、1909年からブレスロウ大学生化学科教授、1911年にヴュルツブルク大学教授を歴任した。

### 研究
1885年、テオドール・クルチウスと共にブフナー反応を発見した。これは、ジアゾエステルをベンゼンと反応させるとシクロプロパベンゼン誘導体を経てベンゼン環が環拡大するというものである。
1896年、兄のハンスによる抗毒素の研究の予備実験として、酵母を砂（石英と珪藻土）とともに乳鉢ですり潰し、濾過した上で保存用にショ糖を加えたところ、発酵（二酸化炭素の発生）が起こるのを発見。顕微鏡で観察しても、その中には生きた酵母は全く存在しなかった。ブフナーは酵母が生産した何らかのたんぱく質が発酵を起こすと考え、その物質をチマーゼと命名した。これは後に酵素と呼ばれることになる。この発見がノーベル賞受賞につながった。発酵に生きた酵母が不要であることを示したことで、生気説に打撃を与えた。
ブフナー漏斗やそれに関連した吸引ビン（ブフナーフラスコ）はブフナーの発明と誤解されることもあるが、実際には別の化学者エルンスト・ビューヒナーの名を冠したものである。
1905年リービッヒ・メダル受賞。1907年に生化学の研究と無細胞での発酵の発見により、ノーベル化学賞を受賞した。

### 私生活と死
1900年にロッテ・シュタールと結婚した。第一次世界大戦に際し、少佐としてルーマニアのフォクシャニの最前線の野戦病院に勤務したが、マラシェシュティの戦いの最中の1917年8月11日に砲弾の破片を受けて重傷を負い、2日後にフォクシャニの野戦病院で死去。フォクシャニのドイツ兵士墓地に埋葬された。

## 論文
- Eduard Buchner (1897). “Alkoholische Gärung ohne Hefezellen (Vorläufige Mitteilung)”. Berichte der Deutschen Chemischen Gesellschaft 30:  117–124. 英訳版
- Eduard Buchner, Rudolf Rapp (1899). “Alkoholische Gärung ohne Hefezellen”. Berichte der Deutschen Chemischen Gesellschaft 32:  2086. doi:10.1002/cber.189903202123.